# Adelunga Toghi
Adelunga Toghi (ryska: Гора Аделунга) är berg i Uzbekistan, med en höjd på 4 301 meter ö.h. Berget, som är beläget öster om Tasjkent, är det högsta i den nordöstra delen av landet. Det ingår i bergskedjan Pskem, en västlig förlängning till Tian Shan.
Adelunga Toghi är endast två meter högre än Pik Besjtor, ett närbeläget berg åt sydväst i samma bergskedja. Det beskrivs ofta felaktigt som hela Uzbekistans högsta berg, en ära som tillfaller det 4 643 meter höga Khazret Sultan på gränsen till Tadzjikistan.
Ryskans ord för berget, Gora Adelunga, använder en possessivform av Adelung. Toghi är ordet för berg i det uzbekiska språket.